# Бетховен 5
«Бетховен 5» (англ. Beethoven's 5th) — американский комедийный кинофильм 2003 года. Роль Сары Ньютон исполнила Дэйви Чейз, тогда как в предыдущих двух фильмах её играла Михаэлла Галло. Является продолжением фильма Бетховен 4, а также пятой частью во всей серии. 
Это последняя часть оригинальной серии о Бетховене. Бетховен: Большой бросок является перезапуском серии фильмов. Бетховен 5 получил негативные отзывы от критиков и зрителей, которые были лучше, чем у предыдущих двух предшественников.

## Сюжет
Когда Сара отправляется с сенбернаром Бетховеном на летние каникулы к своему дяде Фредди в маленький провинциальный городишко, она ещё не представляет, какие приключения поджидают их впереди, Каникулы начинаются весело: неугомонный пес «откопал» ключ к тайне клада, о котором в округе ходят легенды.
В одночасье начинается настоящая золотая лихорадка: местные жители, как одержимые, начинают искать сокровища и пытаются стать друзьями добряка Бетховена, который, как они считают, «унюхал» богатую добычу. Однако, как оказалось, найти клад — лишь часть проблемы: ведь искателям предстоит столкнуться с призраками, которые охраняют тайник!

## В ролях
| Актёр             | Роль               |
| ----------------- | ------------------ |
| Дэйв Томас        | Фредди Каблински   |
| Фэйт Форд         | Джули Демпси       |
| Дэйви Чейз        | Сара Ньютон        |
| Том Постон        | Джон Гилес / Селиг |
| Кэтрин Хелмонд    | Кора Вилкинс       |
| Сэмми Кан         | Гарретт            |
| Ричард Рили       | Воун Картер        |
| Клинт Говард      | Оуэн Таттл         |
| Кэтти Гриффин     | Эви Клинг          |
| Джон Ларрокетт    | Гарольд Герман     |
| Родмен Флендер    | Мо Селиг           |
| Тина Иллман       | Рита Селиг         |
| Том Мусгрейв      | Джим               |
| Джоэль Херт Джонс | Фил Добсон         |
| Элизабет Уорнер   | Миссис Добсон      |

## Выход
Фильм был выпущен на ТВ и DVD (как и два предшественника) 2 декабря 2003 года в Соединенных Штатах и в мае 2004 года в Соединенном Королевстве.